# Bârsău
Bârsău è un comune della Romania di 2 428 abitanti, ubicato nel distretto di Satu Mare, nella regione storica della Transilvania. 
Il comune è formato dall'unione di 2 villaggi: Bârsău de Jos e Bârsău de Sus.
La sede amministrativa è ubicata nell'abitato di Bârsău de Sus.